# التحالف من أجل المساءلة النووية
التحالف من أجل المساءلة النووية هو عبارة عن شبكة من المنظمات المحلية والإقليمية والوطنية التي تعمل بشكل تعاوني على قضايا إنتاج الأسلحة النووية وتنظيف النفايات.

## التأسيس
تأسست في عام 1987، تحت اسم شبكة الإنتاج العسكري.

## نبذة
العديد من المجموعات المحلية تعيش في اتجاه الريح ومصب مواقع الولايات المتحدة للأسلحة النووية. المنظمات الأعضاء هي هيئات مراقبة لبرامج الأسلحة والطاقة النووية التابعة لوزارة الطاقة.